# Leucopis pseudobellula
Leucopis pseudobellula är en tvåvingeart som beskrevs av Blanchard 1964. Leucopis pseudobellula ingår i släktet Leucopis och familjen markflugor. Inga underarter finns listade i Catalogue of Life.